# Full dresser
Een Full dresser is een overdreven opgetuigde motorfiets.
Er worden accessoires gebruikt die niet in de handel als zodanig verkrijgbaar zijn, zoals duizenden lampjes, en zelfs een TV. Full dresser is een officiële categorie bij de Rat’s Hole Custom Show. Tegenwoordig wordt de naam ook gebruikt voor zware toermodellen die van koffers en een kuip voorzien zijn, zoals de Honda GoldWing en de Harley-Davidson FLHRI Electra Glide Road King Injection. 